# ヴャチェスラフ・ボリソフ
ヴャチェスラフ・ニコラエヴィチ・ボリソフ（ロシア語: Вячеслав Николаевич Борисов, ラテン文字転写: Vyacheslav Nikolaevich Borisov、1955年1月12日 - 2021年11月4日）は、ソビエト連邦、ロシアの軍人。元第76親衛空挺師団長。

## 経歴

### グルジア以前
モスクワ州ルザで生まれ、1976年にソビエト連邦軍に入隊。リャザン空挺軍大学を卒業し、空挺軍に配属された。順調に昇進を重ね、1990年にはM.V.フルンゼ名称軍事アカデミーを卒業した。1991年から95年までの間、トランスバイカル軍管区のウラン・ウデにて第11独立親衛空挺旅団長を務めた。その後将官に昇進し、モスクワ軍管区の第2親衛自動車化狙撃師団長を務めた。

### グルジア
1998年ロシア連邦軍参謀本部アカデミーを卒業、アジャリア自治共和国のバトゥミに第12軍事基地の司令官として赴任した。2003年1月4日、空挺訓練司令官代理となった。2008年の南オセチア紛争勃発時には第76親衛空挺師団に所属していた。

### 南オセチア紛争
第76親衛空挺師団は駐屯地であるプスコフから第58軍への増援として派遣され、ツヒンヴァリの戦いに関与した。戦いに勝利した後、ゴリへ進駐し、ボリソフは占領軍司令官となった。政府、文民による統治機構の不在により、軍政長官としての役割も果たすことになった。
2009年6月6日、モスクワのラジオ局モスクワのこだまのインタビューを受けて、南オセチア紛争での活躍は「紛争勃発一週間前に、正しくその地で演習を行っていたためである」と答えている。

### 紛争後
2009年から2013年、第76親衛空挺師団長に就任した。
2022年12月、国際刑事裁判所の調査により、敵対行為中に行われた戦争犯罪におけるボリソフの役割が明らかになったが、2021年11月に死亡していたため、令状は発行されなかった。